# Buceș
Buceș è un comune della Romania di 2 161 abitanti, ubicato nel distretto di Hunedoara, nella regione storica della Transilvania.
Il comune è formato dall'unione di 7 villaggi: Buceș, Buceș-Vulcan, Dupăpiatră, Grohoțele, Mihăileni, Stănija, Tarnița.